# Liste der Mitglieder der Hamburgischen Bürgerschaft (19. Wahlperiode)
Diese Liste nennt die Mitglieder der Hamburgischen Bürgerschaft während der 19. Wahlperiode (ab 12. März 2008).
Der Hamburgischen Bürgerschaft gehören ohne Überhang- und Ausgleichsmandate 121 Abgeordnete an. Bei der Bürgerschaftswahl in Hamburg 2008 wurden nach einem neuen Wahlrecht erstmals 71 Abgeordnete in Direktwahl oder über Wahlkreislisten gewählt. Das Hamburger Stadtgebiet wurde in 17 Wahlkreise eingeteilt, in denen je nach Größe des Wahlkreises drei bis fünf Abgeordnete gewählt wurden. Die übrigen 50 Abgeordneten wurde über Landeslisten gewählt.

## Zusammensetzung
Die Bürgerschaft setzte sich wie folgt zusammen:
Hinweis: Ursprünglich (bis 2010) 45 SPD-Gesamtsitze und keine fraktionslosen Mitglieder.
| Fraktion     | Sitze       | Sitze           | Sitze    |
| Fraktion     | Landesliste | Wahlkreislisten | zusammen |
| ------------ | ----------- | --------------- | -------- |
| CDU          | 25          | 31              | 56       |
| SPD          | 19          | 25              | 44       |
| GAL          | 1           | 11              | 12       |
| Die Linke    | 5           | 3               | 8        |
| fraktionslos | 0           | 1               | 1        |
| gesamt       | 50          | 71              | 121      |

## Ruhende Mandate
Die Verfassung der Freien und Hansestadt Hamburg bestimmt, dass Mitglieder des Senats kein Bürgerschaftsmandat ausüben dürfen. Das Mandat ruht während dieser Amtszeit und wird von der nächstberufenen Person auf dem Wahlvorschlag ausgeübt. Endet das Ruhen eines Mandats, dann tritt die Person auf dem Wahlvorschlag zurück, die als letzte berufen wurde. Zwei Abgeordnete ließen ihr Mandat zeitweilig aufgrund eines laufenden Strafverfahrens ruhen.

## Nicht angenommene Mandate
Ole von Beust, Spitzenkandidat der CDU bei der Bürgerschaftswahl 2008, kandidierte nicht in einem Wahlkreis und wurde über die Landesliste seiner Partei in die Bürgerschaft gewählt. Als Erster Bürgermeister der Freien und Hansestadt Hamburg war er Mitglied des Senats. Er nahm sein Bürgerschaftsmandat nicht an.
Dietrich Wersich, der auch für die CDU über die Landesliste gewählt wurde, kann als Staatsrat der Behörde für Soziales, Familie, Gesundheit und Verbraucherschutz nicht der Bürgerschaft angehören, weil die Wahrnehmung der Aufgaben von Beamten der Freien und Hansestadt Hamburg mit Dienstbezügen mit der Ausübung des Mandats nicht vereinbar ist.

## Abgeordnete
| Bild | Name                            | Fraktion     | Wahlkreis/Landesliste                        | Stadtteil            | Anmerkung                                                                                                  |
| ---- | ------------------------------- | ------------ | -------------------------------------------- | -------------------- | --- |
|      | Barbara Ahrons                  | CDU          | Landesliste                                  | Schnelsen            | |
|      | Kersten Artus                   | Die Linke    | Landesliste                                  | Eimsbüttel           | |
|      | Elke Badde                      | SPD          | Landesliste                                  | Rahlstedt            | |
|      | Jan Balcke                      | SPD          | 11 Wandsbek                                  | Wandsbek             | |
|      | Elisabeth Baum                  | Die Linke    | 2 Billstedt – Wilhelmsburg – Finkenwerder    | Billstedt            | |
|      | Horst Becker                    | GAL          | 6 Stellingen – Eimsbüttel-West               | Eidelstedt           | |
|      | Ksenija Bekeris                 | SPD          | 9 Barmbek – Uhlenhorst – Dulsberg            | Barmbek-Süd          | |
|      | Wolfgang Beuß                   | CDU          | Landesliste                                  | Harvestehude         | |
|      | Joachim Bischoff                | Die Linke    | 1 Hamburg-Mitte                              | St. Georg            | |
|      | Christiane Blömeke              | GAL          | 13 Alstertal – Walddörfer                    | Wohldorf-Ohlstedt    | |
|      | Olaf Böttger                    | CDU          | 12 Bramfeld – Farmsen-Berne                  | Wandsbek             | |
|      | Thomas Böwer                    | SPD          | 7 Lokstedt – Niendorf – Schnelsen            | Eidelstedt           | |
|      | Ole Thorben Buschhüter          | SPD          | 14 Rahlstedt                                 | Oldenfelde           | |
|      | Wilfried Buss                   | SPD          | 9 Barmbek – Uhlenhorst – Dulsberg            | Wohldorf-Ohlstedt    | |
|      | Bernd Capeletti                 | CDU          | 15 Bergedorf                                 | Kirchwerder          | |
|      | Bülent Çiftlik                  | fraktionslos | 3 Altona                                     | Bahrenfeld           | Mandat ruhte vom 8. Januar bis 30. Juni 2010, bis 30. Juni Mitglied der SPD-Fraktion                       |
|      | Alexandra Dinges-Dierig         | CDU          | Landesliste                                  | Alsterdorf           | Mandat ruhte bis 7. Mai 2008                                                                               |
|      | Gabriele Dobusch                | SPD          | Landesliste                                  | Groß Flottbek        | |
|      | Anja Domres                     | SPD          | 8 Eppendorf – Winterhude                     | Eppendorf            | |
|      | Andreas Dressel                 | SPD          | 13 Alstertal – Walddörfer                    | Volksdorf            | |
|      | Dieter Dreyer                   | CDU          | 16 Harburg                                   | Marmstorf            | |
|      | Barbara Duden                   | SPD          | Landesliste                                  | Jenfeld              | |
|      | Ingo Egloff                     | SPD          | 12 Bramfeld – Farmsen-Berne                  | Farmsen              | |
|      | Gunnar Eisold                   | SPD          | 10 Fuhlsbüttel – Alsterdorf – Langenhorn     | Ohlsdorf             | |
|      | Hartmut Engels                  | CDU          | Landesliste                                  | Wohldorf-Ohlstedt    | |
|      | David Erkalp                    | CDU          | 2 Billstedt – Wilhelmsburg – Finkenwerder    | Billstedt            | |
|      | Britta Ernst                    | SPD          | 3 Altona                                     | Altona-Altstadt      | |
|      | Thomas Felskowsky               | CDU          | Landesliste                                  | St. Pauli            | nachberufen am 12. März 2008                                                                               |
|      | Lydia Fischer                   | CDU          | 17 Süderelbe                                 | Neugraben-Fischbek   | |
|      | Friederike Föcking              | CDU          | 14 Rahlstedt                                 | Rahlstedt            | |
|      | Claudia Folkers                 | CDU          |                                              |                      | eingetreten am 3. September 2010 für Rolf Reincke                                                          |
|      | Günter Frank                    | SPD          | 14 Rahlstedt                                 | Rahlstedt            | |
|      | Egbert von Frankenberg          | CDU          | Landesliste                                  | Rahlstedt            | nachberufen am 12. März 2008                                                                               |
|      | Marino Freistedt                | CDU          | 13 Alstertal – Walddörfer                    | Sasel                | |
|      | Michael Freytag                 | CDU          | Landesliste                                  | Lemsahl-Mellingstedt | Senatsmitglied, Mandat ruhte, als Senator zurückgetreten am 17. März 2010; Mandat nicht wieder aufgenommen |
|      | Jörn Frommann                   | CDU          | Landesliste                                  | Wilhelmsburg         | |
|      | Axel Gedaschko                  | CDU          | Landesliste                                  | Heimfeld             | Senatsmitglied, Mandat ruht                                                                                |
|      | Hanna Gienow                    | CDU          | Landesliste                                  | Ottensen             | nachberufen am 12. März 2008                                                                               |
|      | Christa Goetsch                 | GAL          | 3 Altona                                     | Ottensen             | Mandat ruhte vom 7. Mai 2008 bis 29. November 2010                                                         |
|      | Thies Goldberg                  | CDU          | Landesliste                                  | Othmarschen          | nachberufen am 12. März 2008                                                                               |
|      | Eckard Graage                   | CDU          |                                              |                      | eingetreten am 1. Mai 2010 für Aygül Özkan                                                                 |
|      | Jens Grapengeter                | CDU          | 9 Barmbek – Uhlenhorst – Dulsberg            | Barmbek-Süd          | |
|      | Martina Gregersen               | GAL          | 8 Eppendorf – Winterhude                     | Alsterdorf           | |
|      | Andy Grote                      | SPD          | 1 Hamburg-Mitte                              | St. Pauli            | |
|      | Uwe Grund                       | SPD          | 4 Blankenese                                 | Lurup                | |
|      | Nebahat Güçlü                   | GAL          | Landesliste                                  | Ottensen             | Mandat niedergelegt am 15. April 2010                                                                      |
|      | Eva Gümbel                      | GAL          | 9 Barmbek – Uhlenhorst – Dulsberg            | Uhlenhorst           | |
|      | Michael Gwosdz                  | GAL          | 4 Blankenese                                 | Eidelstedt           | nachberufen am 28. Mai 2008                                                                                |
|      | Norbert Hackbusch               | Die Linke    | 3 Altona                                     | Sternschanze         | |
|      | Metin Hakverdi                  | SPD          | 2 Billstedt – Wilhelmsburg – Finkenwerder    | Wilhelmsburg         | Mandat ruhte vom 2. bis 5. Mai 2010                                                                        |
|      | Jörg Hamann                     | CDU          | 1 Hamburg-Mitte                              | Neustadt             | |
|      | Rolf Harlinghausen              | CDU          | Landesliste                                  | Harvestehude         | |
|      | Heiko Hecht                     | CDU          | 2 Billstedt – Wilhelmsburg – Finkenwerder    | Finkenwerder         | |
|      | Robert Heinemann                | CDU          | Landesliste                                  | Ottensen             | |
|      | Roland Heintze                  | CDU          | 7 Lokstedt – Niendorf – Schnelsen            | Niendorf             | |
|      | Linda Heitmann                  | GAL          | 3 Altona                                     | Altona-Altstadt      | nachberufen am 7. Mai 2008, ausgeschieden am 29. November 2010                                             |
|      | Klaus-Peter Hesse               | CDU          | 10 Fuhlsbüttel – Alsterdorf – Langenhorn     | Langenhorn           | |
|      | Dora Heyenn                     | Die Linke    | Landesliste                                  | Rahlstedt            | |
|      | Natalie Hochheim                | CDU          | 11 Wandsbek                                  | Wandsbek             | |
|      | Manfred Jäger                   | CDU          | Landesliste                                  | Wellingsbüttel       | Mandat niedergelegt am 9. Mai 2008                                                                         |
|      | Wolfgang Joithe-von Krosigk     | Die Linke    | Landesliste                                  | Eilbek               | |
|      | Vera Jürs                       | CDU          |                                              |                      | eingetreten am 1. November 2009 für Rüdiger Kruse                                                          |
|      | Angelika Kempfert               | CDU          | 4 Blankenese                                 | Blankenese           | Mandat niedergelegt am 9. Mai 2008                                                                         |
|      | Jens Kerstan                    | GAL          | 15 Bergedorf                                 | Bergedorf            | |
|      | Dirk Kienscherf                 | SPD          | Landesliste                                  | Hamm-Nord            | |
|      | Thilo Kleibauer                 | CDU          | 13 Alstertal – Walddörfer                    | Volksdorf            | |
|      | Rolf-Dieter Klooß               | SPD          | Landesliste                                  | Marienthal           | |
|      | Martina Koeppen                 | SPD          | 6 Stellingen – Eimsbüttel-West               | Eidelstedt           | |
|      | Karen Koop                      | CDU          | Landesliste                                  | Sülldorf             | |
|      | Thomas Kreuzmann                | CDU          | 12 Bramfeld – Farmsen-Berne                  | Bramfeld             | |
|      | Annegret Krischok               | SPD          | 4 Blankenese                                 | Rissen               | |
|      | Harald Krüger                   | CDU          | Landesliste                                  | Eißendorf            | |
|      | Rüdiger Kruse                   | CDU          | 7 Lokstedt – Niendorf – Schnelsen            | Niendorf             | ausgeschieden                                                                                              |
|      | Philipp-Sebastian Kühn          | SPD          | 2 Billstedt – Wilhelmsburg – Finkenwerder    | Billstedt            | |
|      | Hans Lafrenz                    | CDU          | Landesliste                                  | Blankenese           | |
|      | A. W. Heinrich Langhein         | CDU          | 5 Rotherbaum – Harvestehude – Eimsbüttel-Ost | Eimsbüttel           | |
|      | Gerhard Lein                    | SPD          | Landesliste                                  | Lohbrügge            | |
|      | Dittmar Lemke                   | CDU          | Landesliste                                  | Eimsbüttel           | nachberufen am 12. März 2008                                                                               |
|      | Claudius Lieven                 | GAL          | Landesliste                                  | St. Pauli            | nachberufen am 29. April 2010                                                                              |
|      | Carsten-Ludwig Lüdemann         | CDU          | 16 Harburg                                   | Neustadt             | ruhendes Mandat niedergelegt am 9. Mai 2008                                                                |
|      | Christian Maaß                  | GAL          | 4 Blankenese                                 | Ottensen             | Mandat niedergelegt am 9. Mai 2008                                                                         |
|      | Bettina Machaczek               | CDU          | Landesliste                                  | Eppendorf            | |
|      | Brigitta Martens                | CDU          | Landesliste                                  | Neustadt             | |
|      | Lutz Mohaupt                    | CDU          | Landesliste                                  | Wellingsbüttel       | |
|      | Antje Möller                    | GAL          | 7 Lokstedt – Niendorf – Schnelsen            | Eimsbüttel           | |
|      | Farid Müller                    | GAL          | 1 Hamburg-Mitte                              | St. Georg            | |
|      | Stephan Müller                  | CDU          | 4 Blankenese                                 | Lurup                | nachberufen am 28. Mai 2008                                                                                |
|      | Wolfgang Müller-Kallweit        | CDU          | 17 Süderelbe                                 | Hausbruch            | |
|      | Arno Münster                    | SPD          | Landesliste                                  | Altona-Altstadt      | |
|      | Michael Naumann                 | SPD          | Landesliste                                  | Blankenese           | Mandat niedergelegt am 15. Juni 2008                                                                       |
|      | Michael Neumann                 | SPD          | Landesliste                                  | Rahlstedt            | |
|      | Ralf Niedmers                   | CDU          | 11 Wandsbek                                  | Wandsbek             | |
|      | Olaf Ohlsen                     | CDU          | 6 Stellingen – Eimsbüttel-West               | Eidelstedt           | |
|      | Christel Oldenburg              | SPD          | 15 Bergedorf                                 | Bergedorf            | |
|      | Aygül Özkan                     | CDU          | Landesliste                                  | Lokstedt             | ausgeschieden                                                                                              |
|      | Mathias Petersen                | SPD          | Landesliste                                  | Othmarschen          | |
|      | Wolfhard Ploog                  | CDU          | 3 Altona                                     | Groß Flottbek        | |
|      | Jan Quast                       | SPD          | Landesliste                                  | Duvenstedt           | nachberufen am 16. Juni 2008                                                                               |
|      | Ties Rabe                       | SPD          | 15 Bergedorf                                 | Bergedorf            | |
|      | Rolf Reincke                    | CDU          | Landesliste                                  | Kirchwerder          | nachgerückt am 1. Juli 2009 für Birgit Schnieber-Jastram, ausgeschieden am 2. September 2010               |
|      | Bernd Reinert                   | CDU          | Landesliste                                  | Kirchwerder          | Mandat niedergelegt am 9. Mai 2008                                                                         |
|      | Berndt Röder                    | CDU          | Landesliste                                  | Groß Borstel         | |
|      | Hans-Detlef Roock               | CDU          | 4 Blankenese                                 | Osdorf               | |
|      | Wolfgang Rose                   | SPD          | Landesliste                                  | Hohenfelde           | |
|      | Andrea Rugbarth                 | SPD          | Landesliste                                  | Langenhorn           | |
|      | Monika Schaal                   | SPD          | Landesliste                                  | Lokstedt             | |
|      | Martin Schäfer                  | SPD          | 5 Rotherbaum – Harvestehude – Eimsbüttel-Ost | Eimsbüttel           | |
|      | Jana Schiedek                   | SPD          | 1 Hamburg-Mitte                              | Neustadt             | |
|      | Frank Schira                    | CDU          | 13 Alstertal – Walddörfer                    | Harvestehude         | |
|      | Stefan Schmitt                  | SPD          | Landesliste                                  | Eißendorf            | † 14. April 2010                                                                                           |
|      | Christiane Schneider            | Die Linke    | Landesliste                                  | Hamm-Nord            | |
|      | Birgit Schnieber-Jastram        | CDU          | Landesliste                                  | Harvestehude         | Mandat ruhte bis 7. Mai 2008, niedergelegt im Juni 2009                                                    |
|      | Sören Schumacher                | SPD          | 16 Harburg                                   | Marmstorf            | |
|      | Karl Schwinke                   | SPD          | Landesliste                                  | Wandsbek             | |
|      | Richard Seelmaecker             | CDU          | 10 Fuhlsbüttel – Alsterdorf – Langenhorn     | Hummelsbüttel        | |
|      | Viviane Spethmann-Berssenbrügge | CDU          | Landesliste                                  | Wellingsbüttel       | |
|      | Dorothee Stapelfeldt            | SPD          | Landesliste                                  | Winterhude           | |
|      | Till Steffen                    | GAL          | 5 Rotherbaum – Harvestehude – Eimsbüttel-Ost | Eimsbüttel           | Mandat ruhte vom 7. Mai 2008 bis 29. November 2010                                                         |
|      | Olaf Steinbiß                   | SPD          | Landesliste                                  | Eimsbüttel           | nachberufen                                                                                                |
|      | Hjalmar Stemmann                | CDU          | Landesliste                                  | Niendorf             | |
|      | Birgit Stöver                   | CDU          | 16 Harburg                                   | Rönneburg            | nachberufen am 12. März 2008                                                                               |
|      | Carola Thimm                    | SPD          | 12 Bramfeld – Farmsen-Berne                  | Farmsen              | |
|      | Elke Thomas                     | CDU          | 15 Bergedorf                                 | Lohbrügge            | |
|      | Juliane Timmermann              | SPD          | 11 Wandsbek                                  | Eilbek               | |
|      | Karin Timmermann                | SPD          | Landesliste                                  | Duvenstedt           | |
|      | André Trepoll                   | CDU          | Landesliste                                  | Heimfeld             | |
|      | Peter Tschentscher              | SPD          | Landesliste                                  | Barmbek-Nord         | |
|      | Carola Veit                     | SPD          | Landesliste                                  | Spadenland           | |
|      | Kai Voet van Vormizeele         | CDU          | 9 Barmbek – Uhlenhorst – Dulsberg            | Uhlenhorst           | |
|      | Thomas Völsch                   | SPD          | 17 Süderelbe                                 | Neugraben-Fischbek   | |
|      | Andreas Waldowsky               | GAL          | 10 Fuhlsbüttel – Alsterdorf – Langenhorn     | Alsterdorf           | |
|      | Andreas C. Wankum               | CDU          | 8 Eppendorf – Winterhude                     | Winterhude           | |
|      | Karl-Heinz Warnholz             | CDU          | 14 Rahlstedt                                 | Rahlstedt            | |
|      | Jenny Weggen                    | GAL          | 5 Rotherbaum – Harvestehude – Eimsbüttel-Ost | Harvestehude         | nachberufen am 7. Mai 2008, ausgeschieden am 29. November 2010                                             |
|      | Ekkehart Wersich                | CDU          | 8 Eppendorf – Winterhude                     | Groß Borstel         | |
|      | Monika Westinner                | CDU          | Landesliste                                  | Poppenbüttel         | nachberufen am 12. März 2008                                                                               |
|      | Mehmet Yıldız                   | Die Linke    | Landesliste                                  | Eidelstedt           | |

## Belege
Die Informationen dieses Artikels entstammen zum größten Teil aus Die Bürgerschaft der Freien und Hansestadt Hamburg. 19. Wahlperiode., darüber hinaus werden folgende Nachweise zitiert:
- Wahl zur Bürgerschaft und die Wahl zu den Bezirksversammlungen am 24. Februar 2008. In: Justizbehörde der Freien und Hansestadt Hamburg (Hrsg.): Amtlicher Anzeiger. Teil II des Hamburgischen Gesetz- und Verordnungsblattes. Bekanntmachungen. Nr. 10, 5. Februar 2008, S. 21, 23, 25.
- Wahl zur Bürgerschaft und die Wahl zu den Bezirksversammlungen am 24. Februar 2008. In: Justizbehörde der Freien und Hansestadt Hamburg (Hrsg.): Amtlicher Anzeiger. Teil II des Hamburgischen Gesetz- und Verordnungsblattes. Bekanntmachungen. Nr. 22, 18. März 2008, S. 693–700.
- Erster Bürgermeister stellt neue Staatsräte vor. Senatskanzlei, Pressestelle des Senats, 8. Mai 2008, abgerufen am 26. Mai 2008.
- Die Staatsräte. In: Der Hamburger Senat. Freie und Hansestadt Hamburg, 20. Mai 2008, abgerufen am 26. Mai 2008.